# Evangelický kostel svaté Trojice ve Varšavě
Evangelický kostel sv. Trojice ve Varšavě (též Zugův sbor) je hlavním kostelem luteránské farnosti ve Varšavě.
Byl vystavěn na základě privilegia krále Stanislava Augusta ze dne 15. ledna 1777. Sám král zvolil projekt architekta Šimona Zuga. Kostel byl slavnostně otevřen a posvěcen dne 30. prosince 1781. Kostel byl nejvyšší budovou tehdejší Varšavy (měří na výšku 58 metrů).
Během druhé světové války byl kostel poškozen požárem. Renovovaný kostel byl slavnostně otevřen dne 22. června 1958.